# Shingeki! Kyojin Chūgakkō
Shingeki! Kyojin Chūgakkō (進撃！巨人中学校, Atac! L'Institut dels Titans) és un manga japonès de comèdia escrit i il·lustrat per Saki Nakagawa. Es va començar a publicar el 9 d'abril de 2012 a la revista Bessatsu Shōnen Magazine i va finalitzar el 9 de juliol de 2016 amb 11 volums. La sèrie és una paròdia feta per Hajime Isayama del famós manga Shingeki no Kyojin (進撃の巨人, L'atac dels titans)
El manga ha estat adaptat a una sèrie televisiva d'anime que s'emeté del 4 d'octubre de 2015 al 20 de desembre de 2015.

## Trama
La història és una paròdia del famós manga L'Atac als Titans. Es caracteritza perquè el protagonitzen els mateixos personatges de la sèrie, però més joves. Els protagonistes, i alguns altres dels personatges assisteixen a la "Classe 1-04" de l'Institut Tità (進撃中学校). La història se centra en les divertides aventures que pateixen durant la seva estada al primer any d'institut.

## Personatges

### Primer curs
Eren Yeager
Veu: Yūki Kaji  (japonès), Bryce Papenbrook (anglès) 
L'Eren Yeager (エレン・イェーガー, Eren Iēgā) és un noi apassionat que sobretot li agrada menjar hamburgueses de formatge. Però té un gran problema, sent una aversió intensa per part dels titans a causa d'un incident amb el Tità Colossal (el director del Campus Tità) perquè li va robar el dinar. A causa d'aquest fet, trencarà les normes escolars per tal d'eliminar tots els titans del món. Com que no té la extraordinària força de la Mikasa o la intel·ligència de l'Armin, la seva ambició per exterminar els Titans el farà completar i superar els seus objectius, i sorprendre els seus companys amb la seva passió i les seves ganes.
Mikasa Ackerman
Veu: Yui Ishikawa  (japonès), Trina Nishimura (anglès) 
La Mikasa Ackerman (ミカサ・アッカーマン, Mikasa Akkāman) és una noia forta davant la desgràcia que aparentment té una gran habilitat de lluita i sap què fer en situacions difícils. Durant tota la sèrie, està molt a prop de l'Eren, ja que ha estat un personatge molt important durant la seva vida. És molt protectora de l'Eren i de l'Armin.
Armin Arlert
Veu: Marina Inoue  (japonès), Josh Grelle (anglès) 
L'Armin Arlert (アルミン・アルレルト, Arumin Arureruto) és un noi molt intel·ligent, però també és un noi força malaltís que normalment porta un futon a sobre per tal de no agafar un refredat. Els seus millors amics són l'Eren i la Mikasa i sovint estan junts. Confia molt en la seva protecció. Malgrat la seva pobra autoestima, el seu intel·lecte sovint serveix com a ajut als seus amics en situacions difícils.
Reiner Braun
Veu: Yoshimasa Hosoya  (japonès), Robert McCollum (anglès) 
En Reiner Braun (ライナー・ブラウン, Rainā Buraun) és un estudiant molt musculós que se'l veu sovint amb el seu amic Bertolt. En Reiner intenta ajudar el seu amic a trobar una xicota, encara que ell també està enamorat de la Krista i sempre prova d'atraure-la amb accions boniques o salvant-la en moments perillosos.
Bertolt Hoover
Veu: Tomohisa Hashizume  (japonès), David Matranga (anglès) 
En Bertolt Hoover (ベルトルト・フーバー, Berutoruto Fūbā) és un estudiant molt alt, tranquil i molt amic d'en Reiner. No li agrada gaire això d'estar enamorat d'una noia encara que secretament està enamorat de l'Annie.
Annie Leonhart
Veu: Yū Shimamura  (japonès), Lauren Landa (anglès) 
L'Annie Leonhart (アニ・レオンハート, Ani Reonhāto) és una noia no gaire sociable, amb una impressionant força semblant a la d'alguns rivals com la Mikasa. Igual que a l'Eren, també li agraden les hamburgueses de formatge.
Jean Kirstein
Veu: Kishō Taniyama  (japonès), Mike McFarland (anglès) 
En Jean Kirstein (ジャン・キルシュタイン, Jan Kirushutain) és un noi egoista i li agradaria ser popular amb les noies de l'institut. Està enamorat de la Mikasa, i freqüentment té conflictes amb l'Eren.
Marco Bott
Veu: Ryōta Ōsaka  (japonès), Austin Tindle (anglès) 
En Marco Bott (Marco Bott (マルコ・ボット, Maruko Botto) és un estudiant que s'avé amb tothom i un bon amic d'en Jean. S'esforça molt per ajudar-lo. A l'episodi 10 esdevé el president del Consell d'Estudiants.
Connie Salmer
Veu: Hiro Shimono  (japonès), Clifford Chapin (anglès) 
En Connie Springer (コニー・スプリンガー, Konī Supuringā) és un noi esportista i sociable amb els cabells rapats. Malgrat la seva personalitat optimista, és bastant curt d'intel·ligència i força amic de la Sasha. Valora el menjar com ella.

Sasha Brusa
Veu: Yū Kobayashi  (japonès), Ashly Burch (anglès) 
La Sasha Blouse (サシャ・ブラウス, Sasha Burausu) és una noia molt graciosa, ja que és una gran aficionada i amant del menjar i passa la majoria del temps pensant-hi. S'avé força amb en Connie, un noi que també és un apassionat del menjar com ella.

Krista Lenz
Veu: Shiori Mikami  (japonès), Bryn Apprill (anglès) 
La Krista Lenz (クリスタ・レンズ, Kurisuta Renzu) és una noia petiteta, amistosa i afectuosa, ben estimada per tot l'institut en general (especialment per en Reiner i l'Ymir que constantment proclamen obertament que s'hi volen casar).
Ymir
Veu: Saki Fujita  (japonès), Elizabeth Maxwell (anglès) 
L'Ymir (ユミル, Yumiru) és l'amiga més propera de la Krista. És molt protectiva amb ella i sovint aparta en Reiner de la Krista. L'Ymir no se separa mai del seu costat, i li demana constantment que es casi amb ella.
Thomas Wagner
Veu: Shigeyuki Susaki  (japonès), Duncan Brannan (anglès) 
En Thomas Wagner (トーマス・ワグナー Tōmasu Wagunā) és un company de classe de l'Eren.
Mīna Carolina
Veu: Chika Anzai  (japonès), Alexis Tipton (anglès) 
La Mīna Carolina (ミーナ・カロライナ, Mīna Karoraina) és una companya de classe de l'Eren.

Hannah Diamant
Veu: Megumi Satō  (japonès), Tia Ballard (anglès) 
La Hannah Diamant (Hannah Diamant (ハンナ・ディアマント, Hanna Diamanto) és una altra companya de classe de l'Eren. Passa gairebé tot el temps abraçant el seu xicot Franz, més que parar atenció a qualsevol altra cosa.
Franz Kefka
Veu: Kenta Ōkuma  (japonès), James Chandler (anglès) 
En Franz Kefka (フランツ・ケフカ, Furantsu Kefuka) és un company de classe de l'Eren. Passa gairebé tot el temps abraçant a la seva xicota Hannah, més que parar atenció a qualsevol altra cosa.
Hitch Dreyse
Veu: Akeno Watanabe  (japonès), Brittney Karbowski (anglès) 
La Hitch Dreyse (ヒッチ・ドリス, Hitchi Dorisu) és una estudiant i amiga del club de l'Annie. Li agrada fer-li la punyeta a en Marlowe. Encara que ella ho nega, és un amant dels gats.
Marlowe Freudenberg
Veu: Tomokazu Sugita  (japonès), Todd Haberkorn (anglès) 
En Marlowe Freudenberg (マルロ・フロイデンベルク, Maruro Furoidenberuku) és un estudiant i company del club de l'Annie.

### Segon curs
Petra Ral
Veu: Natsuki Aikawa  (japonès), Caitlin Glass (anglès) 
La Petra Ral (ペトラ・ラル, Petora Raru) és un membre del club secret dels Exploradors de l'Institut Tità. És molt simpàtica i és qui dona la benvinguda als alumnes de primer a l'institut, però és massa sarcàstica amb el seu company Oluo.
Oluo Bozado
Veu: Shinji Kawada  (japonès), Chris Smith (anglès) 
L'Oluo Bozado (Oluo Bozado (オルオ・ボザド, Oruo Bozado) és membre del club dels Exploradors de l'Institut Tità. És narcisista i té una tendència dolenta a mossegar-se la llengua freqüentment per cap raó en concret.
Eld Jinn
Veu: Susumu Chiba  (japonès), Vic Mignogna (anglès) 
L'Eld Jinn (エルド・ジン, Erudo Jin) és un membre del club dels Exploradors de l'Institut Tità.
Günther Schultz
Veu: Kozo Mito  (japonès), Brett Weaver (anglès) 
En Günther Schultz (グンタ・シュルツ, Gunta Shurutsu) és un altre membre del club dels Exploradors de l'Institut Tità.
Rico Brzenska
Veu: Michiko Kaiden  (japonès), Morgan Garrett (anglès) 
La Rico Brzenska (リコ・ブレツェンスカ, Riko Buretsensuka) és la capitana del club de manteniment dels murs (el club en què l'Eren i els seus amics són forçats a participar), i és l'encarregada de netejar els grafitis pintats al mur pels Titan bromistes. Ella ensenya als estudiants més joves com escalar la paret utilitzant l'equip de maniobres tridimensionals.
Ian Dietrich
Veu: Yūya Murakami  (japonès), Garret Storms (anglès) 
L'Ian Dietrich (イアン・ディートリッヒ, Ian Dītorihhi) és un company i substitut d'en Rico en el club de manteniment dels murs.
Ilse Langnar
Veu: Sachi Kokuryu  (japonès), Marissa Lenti (anglès) 
La Ilse Langnar (イルゼ・ラングナー, Iruze Rangunā) és una estudiant que treballa com a reportera del cor del Club Periodístic, i constantment escriu notes al seu diari personal.

### Tercer curs
Levi
Veu: Hiroshi Kamiya  (japonès), Matthew Mercer (anglès) 
En Levi (リヴァイ, Riwai) és el líder del club secret dels Exploradors de l'Institut Tità, i també se'l coneix per ser l'home més fort del món, capaç d'aniquilar un o més Titans amb tan sols un tros de paper, cosa que els deixa fora de combat. Té la mania de tindre-ho tot endreçat i net com una patena. A més, és força seriós i una mica maleducat.
Hange Zoë
Veu: Romi Park  (japonès), Jessica Calvello (anglès) 
La Hange Zoë (ハンジ・ゾエ, Hanji Zoe) és companya d'en Levi i la sublíder de club dels Exploradors de l'Institut Tità. És fanàtica amb qualsevol cosa relacionada amb l'estudi dels Titans. Sovint, quan en Levi està emprenyat amb ella, li diu "Tità anormal" o "setciències".
Mike Zacharius
Veu: Kenta Miyake  (japonès), Jason Douglas (anglès) 
En Mike Zacharius (ミケ・ザカリアス, Mike Zakariasu) és un estudiant molt alt i és company de la Hange. Té un costum estrany d'ensumar els estudiants més joves.
Moblit Berner
Veu: Rintarō Nishi  (japonès), Jerry Jewell (anglès) 
En Moblit Berner (モブリット・バーナー, Moburitto Bānā) és un estudiant i company de la Hange. Sovint el comportament excèntric i temerari de la Hange amb els titans el té frustrat i espantat.

### Personal de l'institut
Keith Shadis
Veu: Tsuguo Mogami  (japonès), Patrick Seitz (anglès) 
En Keith Shadis (キース・シャーディス, Kīsu Shādisu) és el mestre de l'Eren i els seus amics de classe. És molt estricte i imposa molt. És també bon amic del pare de l'Eren.
Erwin Smith
Veu: Daisuke Ono  (japonès), J. Michael Tatum (anglès) 
L'Erwin Smith (エルヴィン・スミス, Eruwin Sumisu) és un mestre de l'institut, membre de la junta de mestres i el conseller del club secret dels Exploradors de l'Institut Tità.
Hannes
Veu: Keiji Fujiwara  (japonès), David Wald (anglès) 
En Hannes (Hannes (ハンネス, Hannesu) és el conserge de l'Institut Tità. També és el conseller del club de manteniment dels murs. És bon amic de la mare de l'Eren.
Darius Zackly
Veu: Hideaki Tezuka  (japonès), John Swasey (anglès) 
En Darius Zackly (ダリス・ザックレー, Darisu Zakkurē) és el director de la junta del mestres, i també el director del Campus Humà de l'Institut Tità.

Dot Pixis
Veu: Masahiko Tanaka  (japonès), R Bruce Elliott (anglès) 
En Dot Pixis (ドット·ピクシス, Dotto Pikushisu) és un membre de la junta de mestres.
Nil Dok
Veu: Anri Katsu  (japonès), Ian Sinclair (anglès) 
En Nile Dok (ナイル・ドーク, Nairu Dōku) és un altre membre de la junta de mestres.
Kitz Weilman
Veu: Tomoyuki Shimura  (japonès), Christopher Sabat (anglès) 
En Kitz Weilman (キッツ・ヴェールマン, Kittsu Wēruman) és un altre membre de la junta de mestres.

### Altres
Carla Jaeger
Veu: Yoshino Takamori  (japonès), Jessica Cavanagh (anglès) 
La Carla Jaeger (カルラ・イェーガー, Karura Yēgā) és la mare de l'Eren i qui li prepara la seva hamburguesa de formatge diària per dinar.
Dita Ness
Veu: Koichi Sakaguchi  (japonès), Jonathan Brooks (anglès) 
En Dita Ness (ディータ・ネス, Dīta Nesu) era el propietari d'una galeria de tir al Festival d'Estiu.